# PlayStation Vita
PlayStation Vita, PS Vita (яп. プレイステーション・ヴィータ Пурэйсутэ:сён Ви:та) — портативная консоль от Sony Computer Entertainment, преемник PlayStation Portable. Выпущена в Японии 17 декабря 2011 года, в Северной Америке и Европе — 22 февраля 2012 года.
Анонсирована 27 января 2011 вместе с PlayStation Suite на PlayStation Meeting 2011. До анонса называлась PSP2, о которой (как и о PlayStation Phone) было известно по слухам от сторонних разработчиков. До E3 2011 система была известна под рабочим названием Next Generation Portable (NGP). В России консоль представили на ИгроМире-2011.

## Технические характеристики
Изначальные характеристики объявили вместе с анонсом консоли. После E3 2011 данные уточнили.
- Центральный процессор: 4-ядерный процессор ARM Cortex™-A9 (частотой до 2.0 GHz, может быть снижена Sony для экономии заряда батареи)[11]..
- Графический процессор: PowerVR SGX543MP4+ с поддержкой OpenGL 2.0 (200 MHz, 133 MPolygon/s, 4 GPixel/s) и объёмом видеопамяти 128 мегабайт.
- Оперативная память: 512 мегабайт.
- Дисплей: 5-дюймовый (127 мм) OLED, 960 × 544 (16:9) 220 dpi, TrueColor.
- Размеры (ширина × высота × толщина): приблизительно 182×83,55×18,6 мм.
- Средства ввода: кнопка PS, кнопка питания, крестовина (вверх/вниз/вправо/влево), кнопки действий (, , , ), боковые кнопки (L, R), 2 аналоговых стика, кнопки Start и Select, кнопки регулировки громкости (+/-); также ёмкостные сенсорный экран и задняя сенсорная панель с multi-touch.
- Коммуникации: адаптеры IEEE 802.11 b/g/n Wi-Fi и Bluetooth 4.0 + EDR, а также опциональный 3G-модем[12].
- Камеры: передняя и задняя, запись с частотой кадров 120 кадров/сек при 320×240 и 60 кадров/сек при 640×480.
- Дополнительно: стереодинамики, микрофон, трехосный электронный компас, трехосевые гироскоп и акселерометр (Sixaxis); также GPS в модели с 3G.
- Поддержка Remote Play (использование консоли в качестве контроллера для PlayStation 3 и PlayStation 4 по сети)[13].

## Носитель

PlayStation Vita card

Игры для PlayStation Vita распространяются на флэш-картах нового проприетарного формата PlayStation Vita card, которые заменили UMD. Кроме этого, консоль имеет разъем для новых карт памяти, которые пришли на смену Memory Stick PRO DUO и выпускаются вместимостью до 64 ГБ. На старте в Европе были доступны карты от 4 до 16 ГБ. 5-10 % свободного места зарезервировано для сохранений и патчей. Используя флеш-накопитель, Sony планирует ввести в использование карточки большей ёмкости. Также PSN аккаунт пользователя связан с картой памяти, но не с консолью.

## Программное обеспечение

### Системное ПО
В PlayStation Vita реализован новый, заменивший XMB, интерфейс, одна из особенностей которого — окно Live Area, которое есть у каждого приложения. В нём находится последняя информация об активности ваших друзей, электронная инструкция и кнопка запуска приложения. В целом интерфейс представляет собой центральное вертикально перелистываемое меню с круглыми иконками игр и приложений.
В консоли будут предустановлены приложения near (с англ. — «Рядом»), Party («Тусовка») и Welcome Park («Зона приветствия») и почтовый клиент . near позволяет находить других владельцев консоли поблизости, видеть их игры, а также даёт возможность обмениваться виртуальными подарками. Party является средством обмена сообщениями и голосовой связи, независимым от используемого параллельно приложения, что является наиболее востребованной функцией для предыдущих консолей PlayStation согласно PlayStation.Blog Share.
В начале августа 2011 года компания Sony предоставила dev kit некоторым независимым разработчикам бесплатно, а в середине августа того же года объявлена официальная цена на dev kit для разработки игр для PS Vita — 1 900 евро, когда такие комплекты для PlayStation 2 и PlayStation 3 стоили по 20 000 евро, а для PSP — 15 000 евро.
В ноябре 2011 года на конференции GDC 2011 были рассказаны подробности о PlayStation Suite, комплекта средств разработки для создания приложений и игр для PS Vita, Xperia Play, Tablet, Tablet P и других будущих устройств, предназначенный для независимых разработчиков. Разработка этих приложений осуществляется на языке C#, который работает в кастомизированной Sony виртуальной машине на основе фреймворка Mono. Средой разработки служит PssStudio, которая в свою очередь тоже является кастомизированной версией IDE MonoDevelop.

### Игры
При анонсе консоли были объявлены игры из серий:
Call of Duty, Dynasty Warriors Next, Everybody’s Golf, Killzone, LittleBigPlanet, Metal Gear Solid, Resistance, WipeOut, Uncharted, Yakuza. Были показаны отдельные игры: Broken, Dungeon Defenders, Hustle Kings, Gravity Rush, Little Deviants, Reality Fighters, Smart As. Для демонстрации возможностей консоли была показана работа портированного движка Unreal Engine и сцена из Lost Planet 2, портированной с PlayStation 3. Для демонстрации обратной совместимости c PlayStation Portable была показана разрабатываемая скачиваемая версия игры Monster Hunter Portable 3rd, поддерживающая оба стика.
Для PlayStation Suite были заявлены игры с первой PlayStation: Cool Boarders 2, MediEvil, Rally Cross, Syphon Filter и Wild Arms.
На 7 июня 2011 года с Sony сотрудничает 76 разработчиков и издателей из Японии, 20 из Северной Америки и 57 из Европы, которые будут выпускать игры для PlayStation Vita.
Представители Sony рассказали, что в день старта продаж покупателям будут доступны 25 игр, среди которых окажутся FIFA 12, Ultimate Marvel vs. Capcom 3, Uncharted: Golden Abyss, F1 2011 и крупные игры. Всего Sony рассчитывает выпустить около сотни игр в первое время после запуска PlayStation Vita. Игры для PlayStation Vita в Европе и Америке не будут стоить более 50 долларов.
Также у PlayStation Vita имеется функция Remote Play («дистанционной игры»): игровой процесс с PlayStation 4 и с PlayStation 3 транслируется на экран портативной консоли, которую также можно использовать, как контроллер. На PlayStation 4, все игры поддерживают эту функцию, в отличие от PlayStation 3, в ту очередь на ней поддерживает лишь пару игр. В некоторых играх можно устраивать кросс-платформенную игру между пользователями PlayStation Vita и PlayStation 3, и также PlayStation 4.

### Приложения
На Gamescom 2011 Sony анонсировала приложения для Facebook, Skype, Netflix, Twitter, foursquare, они будут доступны через PlayStation Store. Доступны для скачивания будут и дополнительные приложения вроде Qriocity, Flickr, YouTube (анонс был в мае 2012 г.), Hulu и Crackle (последние два были анонсированы на E3 2012).

## Выпуск консоли

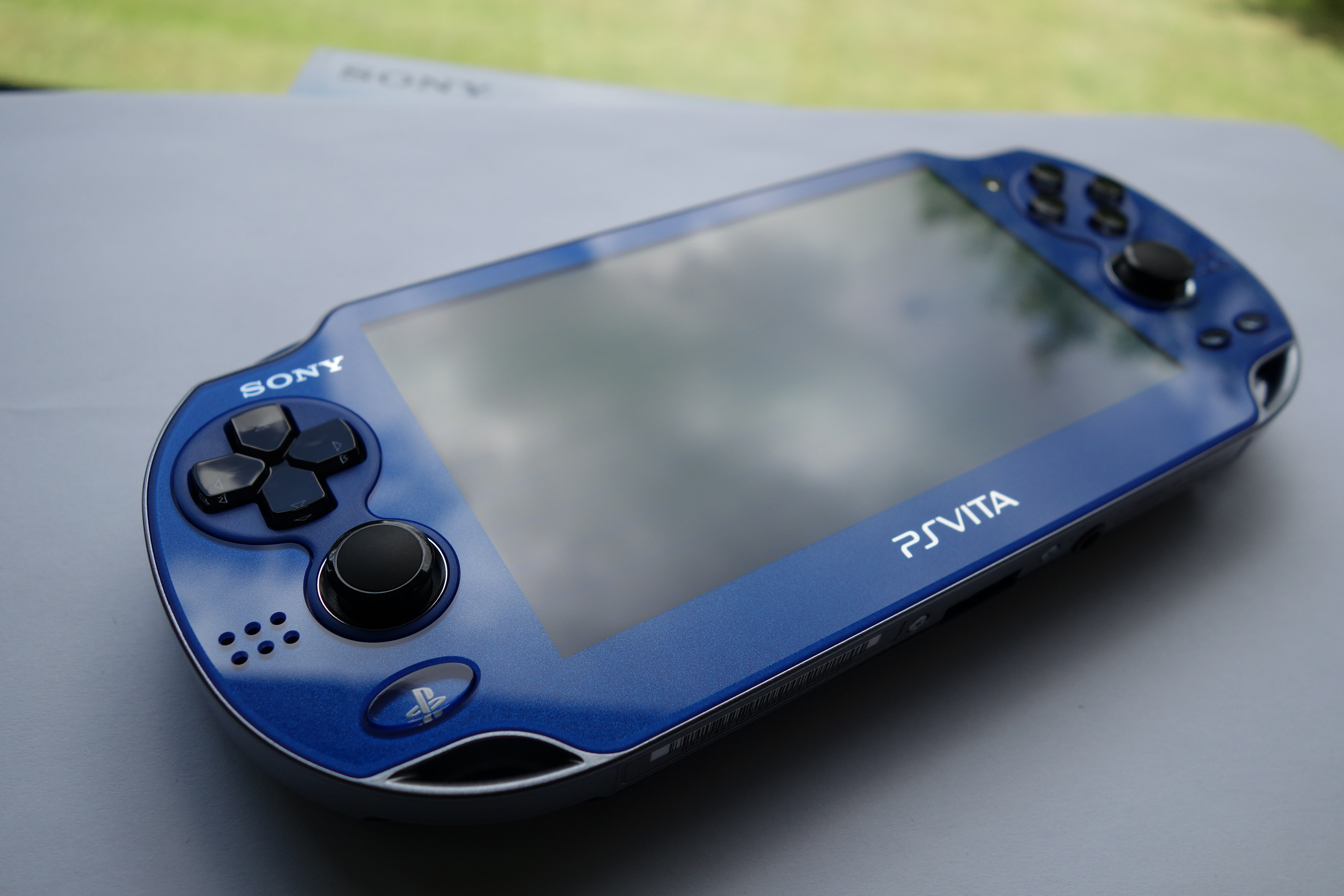
«Sapphire Blue» версия, выпущена только в Японии

На конференции Sony на E3 2011 была объявлена стоимость консоли (RRP): в Европе — 249 евро без 3G, 299 евро с 3G, в США — 249 долларов без 3G, 299 c 3G от AT&T. Официальный выпуск консоли состоялся 17 декабря 2011 года в Японии, 22 февраля 2012 года консоль стала доступна в Северной Америке и Европе.
В России дистрибьюторы 1С установили цену в 11 999 руб. за модель с Wi-Fi и 14 999 руб. за модель с Wi-Fi + 3G. Консоль поступила в продажу на территории РФ 22 февраля 2012 года. Стартовая линейка игр в России состояла из 15 наименований, а именно Army Corps Of Hell, Ridge Racer, Shinobido 2: Revenge of Zen, Touch My Katamari, FIFA 12, «LEGO Гарри Поттер: годы 5-7», Everybody’s Golf, F1 2011, Little Deviants, ModNation Racers: Road Trip, Reality Fighters, Uncharted Golden Abyss, «Virtua Tennis 4 Мировая серия», WipeOut 2048, Ultimate Marvel vs Capcom 3.

## Продажи
На CES 2012 Кадзуо Хираи объявил, что было продано полмиллиона консолей. По состоянию на 15 февраля 2013 года было продано 4,1 млн консолей. Sony не собирается останавливаться на достигнутом и сообщает, что в их планах увеличить количество до 16 миллионов проданных консолей до конца финансового года.
8 ноября 2012 появилась информация о снижении официальных цен на игровую консоль. Рекомендованная цена PS Vita с Wi-Fi и 3G составит 12 990 рублей, а модель PS Vita c Wi-Fi 9 990 рублей.

## Реакция прессы
В целом, игровая пресса положительно встретила PS Vita, хотя многие деятели индустрии обращали внимание на малую на тот момент библиотеку игр и недолгое время работы от аккумулятора (в режиме игры консоль работает 3-6 часов).

## PS Vita 2000

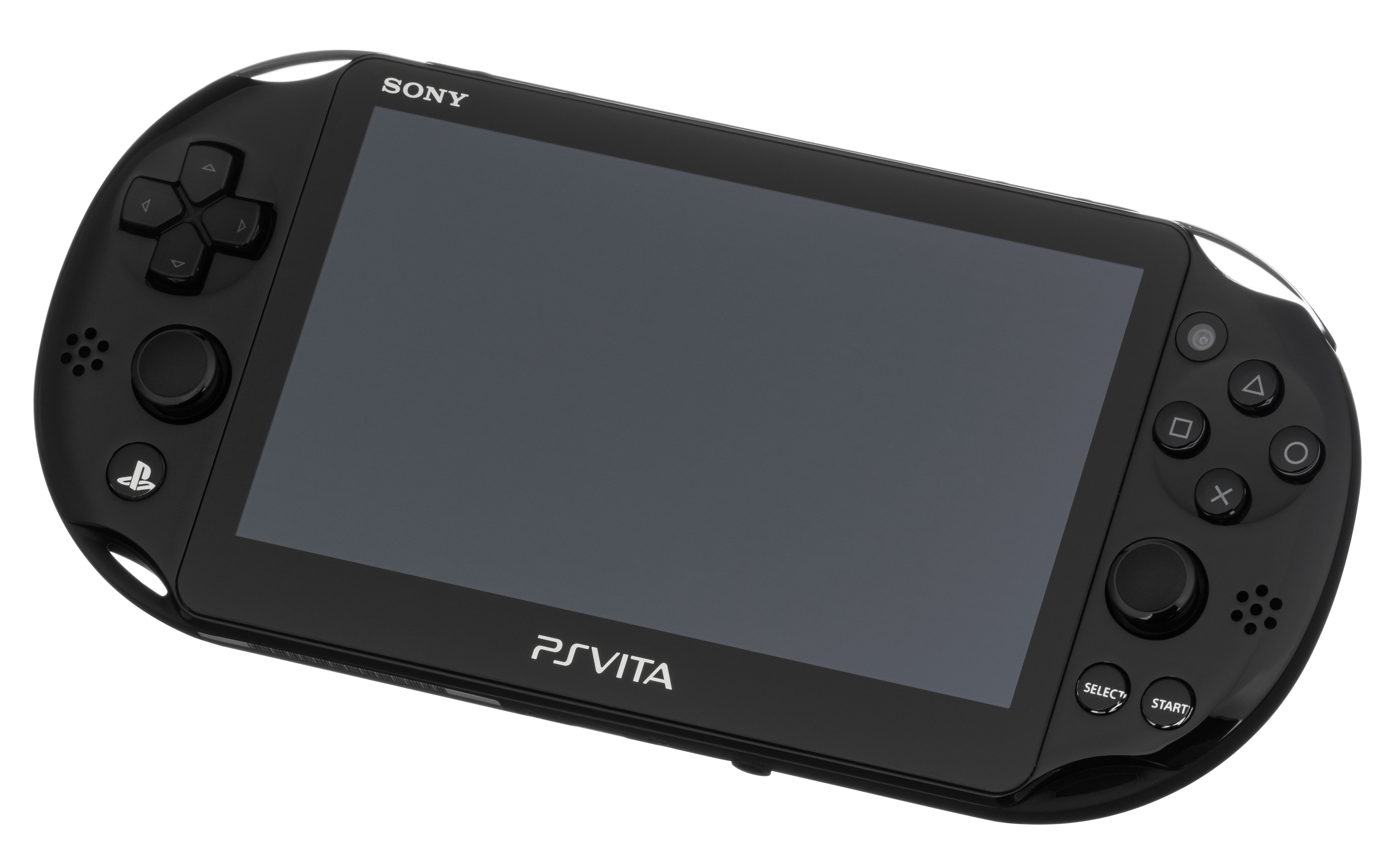
PlayStation Vita 2000

10 октября 2013 года в Японии в продажу поступила новая модель — PCH-2000. 21 марта 2014 года модель поступила в продажу в Европе. Slim-версия на 20 % тоньше и на 15 % легче. Экран был заменён на более дешёвый IPS LCD дисплей, что немного ухудшило качество изображения. Зато в slim-версии добавили пару часов автономной работы, и, по утверждению Sony, консоль может работать до 6 часов. Также консоль содержит 1 ГБ встроенной памяти, но её можно использовать только во время отсутствия карты памяти: использовать одновременно обе функции невозможно. При вставке карты памяти в консоль система предложит перенести данные с консоли на карту памяти. Установлен порт micro-USB, он позволяет заряжать приставку через соответствующий кабель. Во всём мире он был выпущен только в стандартном цвете (чёрный), тогда как в Японии имеется несколько вариаций: белый, чёрный, светло-голубой, зелёный лайм, розовый и хаки.

## PlayStation TV

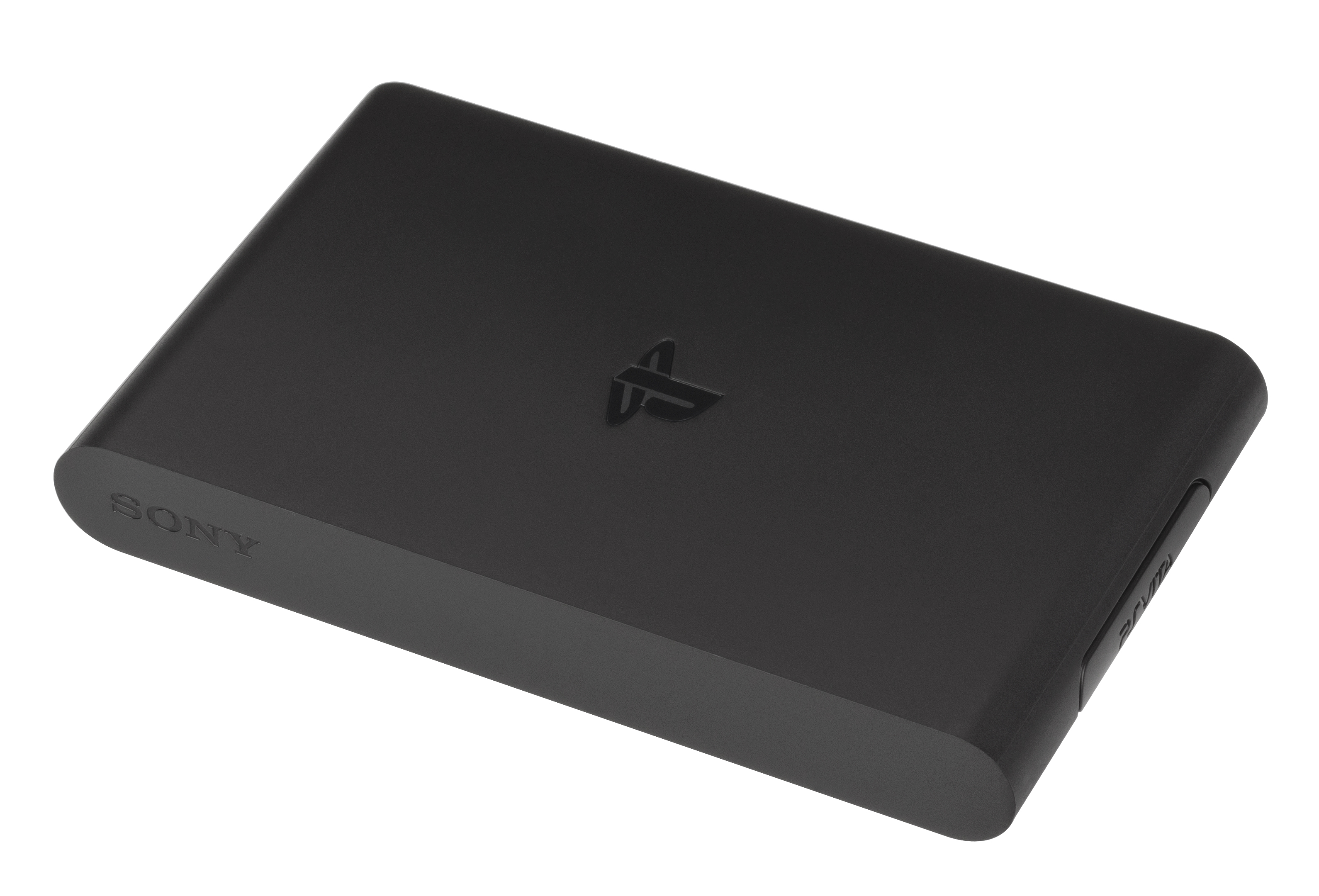
PlayStation TV — это ТВ-приставка, которая умеет запускать игры для PS One, PSP и PS Vita, транслировать картинку с PS4 (Remote Play)

PlayStation TV (PS TV, также известна как PlayStation Vita TV [PS Vita TV]) — не портативный вариант PS Vita. Как и Ouya и GameStick является микроконсолью. Управляется с помощью DualShock 3, DualShock 4 или PlayStation Vita с помощью Remote Play. В Японии консоль вышла в 2013-м году, а во многих других странах в 2014-м году. Поддержка была прекращена в 2016-м году.